# San Juan Bautista Tlacoatzintepec
San Juan Bautista Tlacoatzintepec è un comune del Messico, situato nello stato di Oaxaca.